# Chefna
El río Chefna es un curso de agua de Bélgica. Nace en la localidad de Ville-au-bois y discurre durante 5 km por la provincia de Lieja, antes de desembocar en el río Amblève.
Alrededor de 1802, varios agricultores comenzaron a buscar oro en el río y en la orilla derecha de las fosas de una primitiva mina de oro se puede encontrar, a pesar de que han sido en su mayoría cubierto de maleza. El río tenía un bajo rendimiento de alrededor de 0.40 gr (0.014 oz) de oro por tonelada de roca, aunque los lugareños todavía hablan del hombre que "casi se convirtió en un millonario" a finales del siglo XIX.